# 熊本朝日放送
熊本朝日放送株式会社（くまもとあさひほうそう、英: Kumamoto Asahi Broadcasting Co., Ltd.）は、熊本県を放送対象地域としてテレビジョン放送事業を行っている、特定地上基幹放送事業者である。
略称はKAB。

## 概要
コールサインはJOZI-DTVで、ANN系列に属するテレビ局である。いわゆる「平成新局」のトップバッターのひとつとして、熊本県では4番目にできた民放テレビ局。以後、平成期に開局したテレビ朝日系列の新局は『○○朝日放送』（または『○○朝日テレビ』）の社名で開局している。九州のテレビ朝日系列では、九州朝日放送、鹿児島放送に次いで3番目に開局した局である。
キャラクターに、「ケービィー」を開局15周年を迎えた2004年（平成16年）以降採用している。局のキャッチコピーは「Look」だが、開局25周年を迎えた2014年（平成26年）4月からは「GO×GO25th KAB」となっている。
送信所・中継局の大半は日本テレビ系列の熊本県民テレビと共同使用している。

## 本社・支社
本社・演奏所

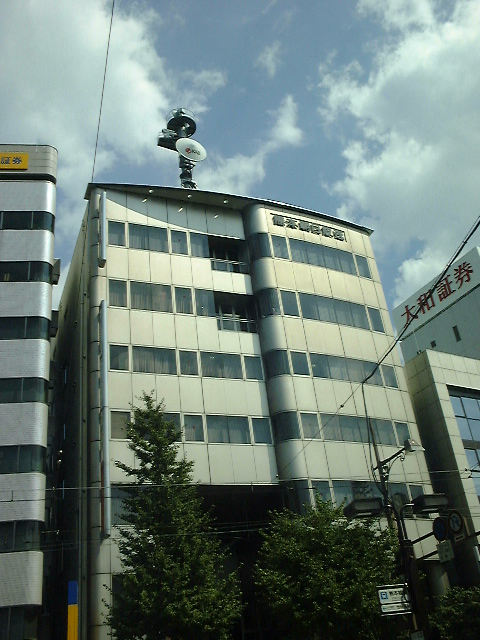
かつて本社があった熊本テクノプラザ（2004年撮影）

- 熊本県熊本市西区二本木1丁目5番12号（〒860-8516）
※2005年（平成17年）10月1日、熊本市中央区花畑町（はなばたちょう）12番32号の熊本テクノプラザより移転。但し、郵便番号は「860-8516」を引き続き使用している。

支社
- 東京支社：東京都中央区銀座5丁目14番5号 光澤堂GINZAビル6階
- 大阪支社：大阪府大阪市北区中之島2丁目3番18号 中之島フェスティバルタワー19階
- 福岡支社：福岡県福岡市中央区長浜1丁目1番1号 KBCビル6階

## 沿革
1984年（昭和59年）11月16日に熊本県に民間テレビ局第4波が長野県第4波と同時に割り当てられ、その直後に国が民放テレビ全国四波化を打ち出した。テレビ朝日側は当初「ネット局は増やさない」方針であったが、「一流の放送局となるには全国をカバーする必要がある」と一転方針に乗ることとなった。
第4波に対しては482件の事業申請があった。1986年（昭和61年）9月29日より県が調整会議を進め、2年後の1988年（昭和63年）10月5日に最終調整が完了し、同年11月15日に予備免許交付、12月15日に創立総会の開催となった。KABがテレビ朝日系列となるのは、熊本の民放第3局（熊本県民テレビ（KKT））が日本テレビ系列であったことや、テレビ熊本（TKU）がテレビ朝日系クロスネット局であったもののフジテレビ系を主体としていたことから当然の成り行きでもあった。社名に「朝日」が含まれているのは「熊本で（テレビ朝日系列であることが）わかるように」との朝日新聞サイドからの強い要望によるものである。
熊本テクノプラザ内の社屋は1989年（平成元年）7月15日に竣工。8月15日に試験電波を発射し、9月22日に免許交付、9月23日よりサービス放送を開始し、10月1日、いわゆる平成新局として、そして人口200万人以下の県で最初の民放第4局目の放送局として開局した。
社屋移転については1995年（平成7年）より20か所以上の候補地の選定を進め、熊本市西区二本木の熊本鉄道病院跡地に決定された。設計は日建設計、施工は戸田建設。2004年（平成16年）3月6日 - 2005年（平成17年）5月31日の工期で建設を進め、2005年（平成17年）6月より移転作業を進めた。そして2005年（平成17年）10月1日に新社屋からの本放送を開始した。同時に地上デジタル放送に対応したマスター（テレビ朝日系列共通、系列局で最初に導入）も稼動しており、新社屋移転はKAB「第二の開局」となった。
地上デジタル放送の開始にあたって最大の問題となったのは有明海に面する4県の電波の混信、いわゆる「有明問題」であった。デジタル放送のためのチャンネル確保の作業、アナ・アナ変換は難航し、KABが設置している中継局全69局のうち49局が対象となった。
- 1984年（昭和59年）11月16日 - 熊本県に民放第4局の周波数割り当て。熊本地区では482件の免許申請があった。
- 1988年（昭和63年）
  - 11月15日 - 予備免許交付。
  - 12月16日 - 会社設立。
- 1989年（平成元年）
  - 8月15日 - 試験電波発射。
  - 9月22日 - 本免許交付。
  - 9月23日 - サービス放送開始。
  - 10月1日 - 開局[注 2]

親局送信所は、熊本県民テレビのアナログ送信所施設内に設置。
- 2005年（平成17年）10月1日 - 本社を熊本市西区二本木（旧熊本鉄道病院跡地）に移し、放送開始。主調整室（マスター）設備も地上デジタル放送対応マスターに更新された。（東芝製）
- 2006年（平成18年）
  - 6月20日 - 韓国・大田広域市にある大田文化放送（大田MBC）と姉妹局の提携調印。
  - 11月1日 - 地上波デジタル放送試験放送開始。

親局送信所は熊本放送のアナログ・デジタル送信所施設内に設置（熊本放送、テレビ熊本（デジタル）、くまもと県民テレビ（デジタル）、エフエム熊本と共同使用）。
  - 12月1日 - 地上波デジタル放送本放送開始。
- 2009年（平成21年）10月1日 - 開局20周年を迎える。
- 2011年（平成23年）7月24日 - この日正午（午後0時）で地上アナログ放送が終了。翌日（7月25日）の午前0時を以って地上アナログ放送は停波し、地上デジタル放送（地デジ）に完全移行。
- 2016年（平成28年）4月16日 - 終夜放送（気象情報によるフィラー放送）を開始[10]。
- 2019年（平成31年・令和元年）
  - 4月1日 - 同年10月1日に開局30周年を迎えるのを記念しこの日より、同日にテレビ放送開始60周年を迎えた熊本放送（RKKテレビ）との共同企画「RKKAB」を展開[11]（2020年（令和2年）3月迄）。
- 2020年（令和2年）2月1日 - 「RKKAB」の企画の一つとして、この年3月22日に投開票された熊本県知事選挙への立候補予定者によるウェブ討論会を熊本放送と共同で開催、YouTubeで生配信を行った[12][13]。

## ネットワークの移り変わり
- 1989年（平成元年）10月1日 テレビ朝日系列局として開局した。また、同時に熊本放送（RKK）・テレビくまもと（TKU）もそれぞれ、TBS系列・フジテレビ系列のフルネット局となった。熊本県民テレビに次ぎ、熊本県内では2番目の、開局当初からのフルネット局となった。
  - 情報番組はRKKから『モーニングショー』、TKUから『ANNニュースライナー』を引き継ぎ、それ以外は新規ネット開始である。ただし、長らく情報番組であったテレビ朝日系列平日昼の情報番組枠（開局時はバラエティから情報への移行期）もRKKから引き継いでいる。
  - 民間放送教育協会制作分は、RKKが脱退しなかったため引き継がれなかった。

## ロゴ・シンボルマーク
シンボルマーク選定方法は数通りのデザイン案を一般に公表し、県民の支持が一番多かったものに決定した。それが今のマークである「朝日」をイメージしたマークで、現在でも使用されているが、2005年（平成17年）に社屋が移転した頃からマスコットキャラクターのケービィーに取って代わられ、使用される機会はめっきり減っている。ただし、2016年（平成28年）の熊本地震直後の一時はホームページで表示される機会があった。（現在では地上デジタル放送受信機表示アイコンと本社社屋と社旗・社章で使用されている程度。）

## 資本構成
企業・団体の名称、個人の肩書は当時のもの。出典：

### 2021年3月31日
| 資本金 | 発行済株式総数 | 株主数 |
| ------ | -------------- | ------ |
| 10億円 | 20,000株       | 33     |

| 株主                       | 株式数  | 比率   |
| -------------------------- | ------- | ------ |
| 朝日新聞社                 | 4,530株 | 22.65% |
| テレビ朝日ホールディングス | 3,800株 | 19.00% |
| 電波新聞社                 | 3,080株 | 15.40% |

## 中継局

### アナログ放送
バブル期に開局した平成新局ではあるが、アナログ放送時代は中継局数は69局とUHF局として県内最先発のテレビ熊本より若干少ないものの、この局より7年先に開局した熊本県民テレビと同数の中継局を保有していた。
2011年7月24日停波地点
- 熊本 16ch、映像周波数489.24MHz　出力10kW、音声周波数493.74MHz　出力2.5kW
- 中継局
  - 水俣 32ch
  - 人吉 36ch
  - 牛深 16ch ※アナログ開局当初は20chだった。

など

## ケーブルテレビ再送信局
以下のケーブルテレビでは、熊本朝日放送の区域外再放送が行われている。

### 現在
- 宮崎県（県北地域）
  - ケーブルメディアワイワイ - STB経由でデジタル波再送信
  - 美郷町ケーブルテレビジョン ※
  - 高千穂町光ケーブルネットワーク ※
  - ひのかげケーブルネットワーク ※
  - 諸塚村ケーブルテレビ（2023年（令和5年）5月1日開始）[17]

※はケーブルメディアワイワイによるサービス提供という形で区域外再放送を実施している。

### 過去
- 佐賀県
  - 藤津ケーブルビジョン
  - 西海テレビ

- 長崎県
  - ケーブルテレビジョン島原（カボチャテレビ）
    - 長崎文化放送が地元系列局としてあるが、隣県のアナログテレビの電波が海上伝搬する島原半島東部の実態に鑑みて再送信されていた。

## 海外の提携放送局
- 韓国 大田文化放送
- 中国 南京電視台[要出典]

## 主なテレビ番組

### 自社制作番組
- KABニュース
- KABウェザーライン - 天気予報（月曜 - 金曜 20:54 - 20:57など）
- 全市町村天気（日曜 4:30 - 4:32、月曜 - 金曜 5:10 - 5:12、土曜 5:20 - 5:22（朝からくまパワ!の冒頭に放送））
- くまもとLive touch（月曜 - 金曜 18:15 - 19:00）
- 笑顔の贈り物（月曜 21:51 - 21:54）
- Do You のうぎょう? 合唱団（金曜 19:54 - 20:00）
  - JAグループくまもとの広報番組。2012年4月20日放送開始。
- ナビステ（土曜 1:30 - 1:40〈金曜深夜〉）
- くまパワ+（土曜 11:00 - 11:35）
- 家族のWA! ～想いを詩に乗せて～（土曜 11:40 - 11:45）
- 赤ちゃんと一緒!（日曜 10:45 - 10:55）
- ロアッソ熊本実況中継
- ヒロシのひとりキャンプのすすめ（金曜<木曜深夜> 0:15 - 0:45）
- カラシコンボ（水曜<火曜深夜> 0:15 - 0:45）
- パチプレTV-R（現在は年末に特番として放送）
- ニッポンの酒シリーズ（毎年12月放送。KFB、UX、abn、HAB、OAB、QABとの共同制作、幹事局は年により異なる。）

### テレビ朝日系時差ネット番組
制作局の表記のないものはテレビ朝日制作。
- あざとくて何が悪いの?（火曜 0:15 - 0:50〈月曜深夜〉）
- ぼる部屋（火曜 0:50 - 1:20〈月曜深夜〉、九州朝日放送制作）
- musicる TV（火曜 1:20 - 1:50〈月曜深夜〉）
- 探偵!ナイトスクープ（水曜 0:50 - 1:50〈火曜深夜〉、朝日放送テレビ制作）
- チョコプランナー（木曜 0:15 - 0:45〈水曜深夜〉）
- ぺこぱのぱこぺ（木曜 0:50 - 1:20〈水曜深夜〉、山口朝日放送制作）
- テレビ千鳥（金曜 0:50 - 1:20〈木曜深夜〉）
- Break Out（金曜 1:20 - 1:50〈木曜深夜〉）
- 夫が寝たあとに（土曜 0:15 - 1:15〈金曜深夜〉）
- ラブ!!Jリーグ（土曜 1:15 - 1:30〈金曜深夜〉）
- テレメンタリー（土曜 5:20 - 5:50）
- 相席食堂（日曜 0:00 - 1:00〈土曜深夜〉、朝日放送テレビ制作）
- ワールドプロレスリング（日曜 1:00 - 1:30〈土曜深夜〉※同時ネット放送）
- 月刊!ホークス（※原則として毎月第1土曜の翌日未明の日曜 2:30 - 3:00〈土曜深夜〉、九州朝日放送制作）
- 題名のない音楽会（日曜 10:00 - 10:30）
- とっても健康らんど（日曜 10:30 - 10:45、九州朝日放送制作）
- ナスD大冒険TV（日曜 11:00 - 11:45）
- ビートたけしのTVタックル（日曜 16:30 - 17:25）
- なにわ男子の逆転男子（月曜 0:25 - 0:55〈日曜深夜〉）
- バスケ☆FIVE〜日本バスケ応援宣言〜（月曜 1:25 - 1:40〈日曜深夜〉）

### テレビ東京系番組
制作局の表記のないものはテレビ東京制作。
- ナゼそこ?（不定期放送）
- ありえへん∞世界（土曜午後に不定期放送）
- ソレダメ!〜あなたの常識は非常識!?〜（土曜午後に不定期放送）
- THEカラオケ★バトル（日曜午後に不定期放送）
- 水曜ミステリー9（平日午後に不定期放送）
- 何を隠そう...ソレが!（土曜午後に不定期放送）

### その他
- Re:ゼロから始める異世界生活 3rd season（木曜 1:20 - 1:50（水曜深夜）、第1・2期は県内未放送。）
- ロケハン行ってきました。（日曜 10:30 - 10:45）
- 湖池屋SDGs劇場 サスとテナ（日曜 17:55 - 18:00）
- 天竺鼠の川原の（水曜 1:20 - 1:50） - テレビ埼玉製作
- ココホリケンケン（金曜 1:20 - 1:50） - テレビ神奈川制作

## 終了した番組
- KAB 600ステーション
- KAB 530ステーション
- ステーションEYEくまもと
- KABステーションEYE
- KABニュースラウンド
- 5時です!くまもとスーパーJチャンネル → スーパーJチャンネルくまもと（第1期）
- KABニューストレイン
- ニュース&情報ライブ くまパワ（KUMAMOTO POWER STATION）→つながる情報テレビ くまパワ→くまパワ
- スーパーJチャンネルくまもと（第2期）
- くまパワJ
- くまパワ!
- ふるさと情報局

前身となったのは1999年のくまもと国体時に放送された『人、光る、にゅ〜す』。一般住民がディレクターとして番組制作に携わっている。
- FM GEAP
- 一精deナイト
- 一精deナイトII

地元ローカルタレントの藤本一精が司会を務めていた毎週土曜放送の深夜番組。『SmaSTATION!!』の放送開始に伴い番組終了となった。
- カブリツキッ
- ぎゅ
- 花畑情報カフェ サタブラ
- サタブラPlus
- 駅前TVサタブラ
- くまもとサタデー
- くまけん（月曜 19:54 - 20:00）
- わくわく都市くまもと（木曜 19:54 - 20:00）

熊本県の行政情報を含めた、県政番組
- くまもと家族物語
- くまもと家族日記
- 情報生テレビ細谷です
- くまもと歳時記
- オルガタウン

毎月1回土曜に放送されていた自社制作の深夜番組、2009年3月終了。
- 嬢（2）↗↗
- 子育てどぎゃん
- @くまもと

熊本県の広報番組
- アナステ（月曜 - 金曜 13:57 - 14:00 火曜 10:46 - 10:49 土曜 14:27 - 14:30ほか）
- 行け!くまモン調査隊（木曜19:54 - 20:00）

熊本県の広報番組。2013年4月25日放送開始。2014年3月20日放送終了。
- ファイブチャンネル（日曜 0:35 - 1:05〈土曜深夜〉）

「オルガタウン」の後継番組。2020年3月終了。
テレビ東京系番組
- 超星神シリーズ
- 魔弾戦記リュウケンドー（テレビ愛知制作）
- D.Gray-man
- BLUE DRAGON
- メタルファイト ベイブレード 爆→メタルファイトベイブレード 4D→メタルファイト ベイブレード ZEROG
- クロスファイト ビーダマン
- カードファイト!! ヴァンガード（第1期はテレビ愛知制作、「アジアサーキット編」「リンクジョーカー編」はテレビ東京制作）
- ド短期ツメコミ教育!豪腕!コーチング!!
- お茶の間の真実〜もしかして私だけ!?〜
- 仰天クイズ! 珍ルールSHOW
- 流派-R
- クロスファイト ビーダマンeS
- STYLE of HANG-OUT
- スレイヤーズ（第1作）（「TRY」はKKTで放送、その他のシーズンは県内未放送）
- トミカヒーローシリーズ（テレビ愛知制作）
  - トミカヒーロー レスキューフォース→トミカヒーロー レスキューファイアー
- ダイヤのA -SECOND SEASON-
- 爆転シュートベイブレード2002
- デュエル・マスターズVSRF
- デジモンユニバース アプリモンスターズ[注 5]
- スーパードール★リカちゃん
- ぷるるんっ!しずくちゃんあはっ☆（第1期は県内未放送）
- 大江戸捜査網（第1シリーズのみ、再放送扱い）
- しましまとらのしまじろう（TKUから移行）→はっけんたいけん だいすき!しまじろう→しまじろう ヘソカ→しまじろうのわお!（テレビせとうち制作）

その他
- 東海テレビ制作昼の帯ドラマ（再放送）
- きまぐれオレンジロード（日本テレビ制作、再放送扱い）
- 幽☆遊☆白書（フジテレビ制作、再放送）
- Channel-a（tvk制作）
- 横浜ASフリューゲルスアワー（tvk制作）
- 演歌・はやり歌
- お好み歌謡館
- ウルトラゾーン
- 7days backpacker（BSジャパン制作）
- ターミネーター サラ・コナー・クロニクルズ
- 大ちゃんの釣りに行こう!（だいすけプロダクション制作）
- トゥルルさまぁ〜ず
- billboard TOP40（tvk制作）
- 歌謡最前線
- ダンジョン飯

## 開局時に移行した番組

### 熊本放送から移行した番組
- モーニングショー
- テレビ朝日系列平日昼の情報番組枠[注 6]
- 100万円クイズハンター
- ドラえもん
- 新婚さんいらっしゃい!（ABC制作）
- ビートたけしのスポーツ大将
- あまから問答
- クイズ地球の歩き方（ABC制作）
- 歌謡びんびんハウス
- 象印クイズ ヒントでピント
- 熱闘甲子園

ほか

### テレビ熊本から移行した番組
- ANNニュースライナー
- 徹子の部屋
- スーパー戦隊シリーズ[注 7]
- メタルヒーローシリーズ[注 8]
- 朝日放送日曜朝8時30分枠のアニメ（ABC制作）[注 9]
- ワールドプロレスリング
- 必殺シリーズ（ABC制作）[注 10]
- 水9刑事ドラマ[注 11]
- パネルクイズ アタック25（ABC制作）
- 暴れん坊将軍
- 土曜ワイド劇場
- 日曜洋画劇場

ほか

### くまもと県民テレビから移行した番組
- 名奉行 遠山の金さん

## 番組編成
今でこそ深夜番組も積極的に放映しているが、1990年代末まではキー局制作の深夜番組はほとんどネットしないか、かなり遅れて土曜・日曜の昼間に放送するなど、消極的であった（『タモリ倶楽部』ですら、一時期は放映していなかった）。しかし、2004年（平成16年）に門垣逸夫（現取締役会長）が社長に就任してからは、深夜番組（アニメ除く）や九州他系列局があまり放映しない番組を積極的に放映するようになった。
- 『ドスペ2』を開始時から唯一ネット。
- 北海道テレビの『水曜どうでしょう』や『ドラバラ鈴井の巣』[注 12][注 13]も九州で初めてネットした。その影響か、その後KKTで札幌テレビ制作の『1×8いこうよ!』をネットするようになった。
- 『草野☆キッド』の数少ないネット局であったKABは、同番組でのネット局を増やす企画で九州・沖縄の朝日系東京支社員が集められた時、当時のKAB東京支局員だった細谷英宣がやたら良い待遇を受けていた（例えば飲み物は、KABはトロピカルドリンクを持ってきてもらう一方、他の系列局はセルフサービスで蒸留水といった具合であった）。
- 深夜バラエティ番組については、2004年（平成16年）以降毎年年末に、『朝まで生テレビ!』や特番などで潰れた分の遅れを取り戻すため、蔵出しスペシャルとして深夜に一挙放送される。これまで『タモリ倶楽部』、『水曜どうでしょう』、『草野☆キッド』（2007年（平成19年）3月も同様に蔵出しスペシャルを放送した）などの例があり、また2007年（平成19年）2月 - 4月は『爆笑問題の検索ちゃん』を普段放送している日曜夕方の時間帯以外にも、蔵出しスペシャルで毎週深夜2回分ずつ放送を行った。
- 平日17:00以降は県内他局が全てローカルワイドであるのに対して、KABは『ふるさと情報局』を放送している金曜日を除いて『スーパーJチャンネル』をネット（16:54  - 18:18まで）しており、他局との差別化を図っていた。これはローカルワイドを見ない層を一手に引き受ける格好になっていた。いわゆる夕方ワイド番組は検討段階で断念し「全国・九州・熊本の話題がわかる2時間」としたことで結果的に差別化が図られていた[19]。しかし2012年4月改編より『ニュース&情報ライブ くまパワ』として夕方ワイド番組へ参入することとなる。

以上の様に編成を大幅に変更したこと、および掲示板を設けて視聴者の意見を取り入れる姿勢を示していることなど、局全体のイメージアップ戦略も功を奏しており、さらにテレビ朝日の視聴率も近年は好調なこともあって、2005年（平成17年）10月期では熊本地区においてゴールデンの視聴率で初めてトップに立った。全日でも、県内民放で2位に肉薄する勢いであった（この時点でのトップはTKU）。そして2007年（平成19年）12月期では、全日、ゴールデンタイム、プライムタイム、深夜のすべてで視聴率が、KAB開局以来熊本県内民放で初の1位（4冠）となった（門垣社長のちょっとたわごと vol.145）。また、門垣逸夫社長2008年新年のご挨拶によると、テレビ朝日系列局の中でも、2007年（平成19年）12月期に4冠を達成したのはKABのみである。『日本民間放送年鑑』によると、2005年（平成17年）の営業収入は昭和末期開局組である鹿児島放送をわずかながら上回り、九州のテレビ朝日系で2位の位置につけるまでになっている。
一方で、熊本（特に熊本都市圏）の情報が流れることは滅多にないにもかかわらず、九州朝日放送のブロックネット番組はそのほとんどをネット受けしている（ただし、『るり色の砂時計』のレギュラー放送は2007年（平成19年）9月で打ち切った。しかし、多くの視聴者からの要望を受け、（2008年（平成20年）3月から再び放送している）。そして、スポンサーの都合からか、KABでは現在『世界の車窓から』を放映していない（過去には放映経験あり。またスポンサーは富士通ではなかった）。2006年（平成18年）6月に韓国・大田MBCの姉妹局になってから以降、韓国ドラマや台湾ドラマを毎週土曜日の午前中や深夜帯に放送している。
深夜アニメはテレビ朝日系列のアニメが放送されることは滅多になく、テレビ東京系列（『ぴたテン』など）・UHFアニメ（『ヤミと帽子と本の旅人』『おくさまは女子高生』など）が稀に放送される程度である。
KABのアナウンサーは、全員が報道記者も兼任しており、ニュースの取材、原稿作成、映像編集なども自ら行う。そのためか、ニュース等の報道系以外の自社制作番組でのアナウンサーの出演は少なく、司会やリポーター等の番組出演者に、地元のローカルタレントやフリーアナウンサーを多数起用している。例として、2016年（平成28年）以降の全国高等学校野球選手権熊本大会中継では林正浩（元TBSテレビ）、2019年（令和元年）以降は小野塚康之（元NHK）が実況で出演している。

## アナウンサー

### 男性
- 2003年 土屋孝博（2020年 - 2022年は別部署）
- 2014年 田中杜旺（2016年に東京支社業務部より異動[20]）
- 2022年 井上聖貴（元・西尾張シーエーティーヴィアナウンサー）
- 2024年 西嶋宏一郎
- 内原健文（2020年4月 - （アナウンサーとして）、アナウンサー転身前からKAB記者としてスポーツニュースなどのキャスターをしていた）

### 女性
- 2014年 柴田理美
- 2023年 佐藤由季

### 元アナウンサー

#### 男性
- 1989年
  - 細谷英宣（編成業務部広報担当へ異動、2017年に事業局事業部より異動[21]しアナウンサー復帰、2022年異動[22]）
- 1994年
  - 藤崎太基
- 1998年
  - 久和健一郎（現：テレビ信州記者）
- 1999年
  - 谷口寿宣（2006年に営業部より異動、2017年に営業局福岡支社へ異動[21]、2019年復帰）
- 2010年
  - 松原大祐（4月入社、 - 2019年3月。KAB退社後の2019年4月1日より静岡第一テレビアナウンサー）
- 柿原信也

#### 女性
- 1989年
  - 喜多雅子（現：報道制作部）
  - 島津明美
- 1995年
  - 林香織
  - 森内恵美
- 1997年
  - 柏木由佳（NHK北九州放送局から移籍、KAB退社後はNHK福岡放送局）
- 1998年
  - 本田キヨミ（熊本放送社員から移籍、KAB退社後にNHK山口放送局 「本田きよみ」名義）
- 1999年
  - 合田美香
- 2000年
  - 舩津真弓（ - 2022年、現：東京支社営業部（部長）兼経営戦略室付[22]）
- 2001年
  - 樋口良子（テレビせとうち→NHK岡山放送局キャスター）
- 2003年
  - 徳永千帆子（ - 2013年1月。KAB入社前はIBC岩手放送アナウンサー、さらにIBC退社後の一時期タレント・フリーアナウンサーとして活動）
  - 武藤麻美（ - 2005年4月。退社後『スーパーJチャンネル九州・沖縄』『KBCニュースピア』キャスター、NHK福岡放送局キャスター）
- 2005年
  - 宮地麻理子（10月入社、 - 2008年9月。KAB入社前はテレビ神奈川の番組ディレクターなど。KAB退社後はフリーを経て、2011年から2019年1月31日まで北海道放送社員）
  - 矢佐間恵（10月入社、 - 2007年12月。KAB入社前は九州朝日放送などの番組に出演。KAB退社後元愛媛朝日テレビアナウンサー）
- 2008年
  - 伊藤明日香（ - 2012年7月。2012年暮れごろに山口朝日放送（yab）へ移籍）
- 2009年
  - 橋口侑佳（4月入社、 - 2010年3月。青森テレビから移籍。KAB退社後はメ〜テレや宮崎放送を経て、現：フリーアナウンサー）
- 2010年
  - 高崎恵理（ - 2016年10月。2016年11月に福岡放送アナウンサーへ移籍後、現：フリーアナウンサー。2022年4月よりフリーの立場で復帰しニュースを担当している[23]）
- 2012年
  - 松田朋子（元山陰中央テレビジョン放送、2018年7月退社、現：フリーアナウンサー（テレビ朝日制作モーニングショーリポーター）
- 2013年
  - 鑪加奈（4月入社、 - 2017年3月。KAB入社前は宮崎放送アナウンサー、現：フリーアナウンサー）
- 2017年
  - 上田正恵（1月入社、 - 2019年12月、元・NHK鳥取放送局キャスター）
  - 住吉香音
- 2020年
  - 松山理穂（2月入社、 - 2022年3月31日、元NHK秋田放送局キャスター、元テレビ岩手アナウンサー、元NHKさいたま放送局キャスター、現：福島テレビアナウンサー）
  - 山崎唯衣（4月入社、 - 2022年10月、元大分放送アナウンサー）
- 2023年
  - 石井千春（現：NHK新潟放送局契約キャスター）
- 小出史（有限会社ソルト・ファーム塩工房代表、2014年3月31日より「つながる情報テレビ くまパワ」のコメンテーターとして出演している）
- 土津真由美
- 岡田美樹（ - 2005年8月31日）

## 不祥事
- 2020年（令和2年）1月、社員互助会の積立金計約1000万円を横領したとして、50代の同社男性社員2人を前年の9月と12月にそれぞれ懲戒解雇処分にしていたことが明らかになった。なお2人は事実関係を認め、弁済の意思を示しているとして刑事告訴はしない方針を示した[24]。

## 備考
- 当時のCGを駆使し華やかな開局で祝う。その直後社長の挨拶に続き、番組が開始された。
- 2005年（平成17年）10月1日の局移転時にも、当時社長の門垣逸夫の挨拶特番で放送を開始した。
- 日本の放送局の親局のチャンネル番号がアナログ放送は4大系列のUHF局の中で最も若い番号であり、デジタル放送は全放送局で最も高いチャンネル番号である。

## 歴代キャッチフレーズ
KABが過去に採用したキャッチフレーズは以下のとおり。
- 1994年（平成6年） - 5感ブルブルKAB（開局5周年と五感をかけている）
- 1999年（平成11年） - ゆめキャッチKAB
- 2004年（平成16年） - パワーフルフルKAB
- 2009年（平成21年） - よ、一本気（生真面目と本社所在地の二本木をかけている）

## 関連施設
- KAB住まいるパーク（総合住宅展示場、熊本市南区田井島・ゆめタウンはません横）